# Vilamalla
Vilamalla è un comune spagnolo di 880 abitanti situato nella comunità autonoma della Catalogna.